# أبوسوم غيانا أبيض الأذن
أبوسوم غيانا أبيض الأذن (الاسم العلمي: Didelphis imperfecta)، هو نوع من الأبوسوم يتواجد في البرازيل، سورينام، غيانا الفرنسية وفنزويلا.